# Yannick Kakoko
Yannick Kakoko (né le 26 janvier 1990) est un ancien footballeur professionnel allemand qui jouait au poste de milieu de terrain.

## Carrière
Né à Sarrebruck, Kakoko a commencé sa carrière avec l'ESV Saarbrücken puis le FC Saarbrücken. Il a quitté Sarrebruck à l'été 2004 pour rejoindre le FC Metz, mais est retourné en Allemagne après deux ans, rejoignant le Bayern Munich avec un contrat de jeune. Il a fait ses débuts lors d'un match de 3. Liga contre le VfR Aalen en mars 2009, mais a dû être remplacé en raison d'une blessure. Il a quitté le Bayern Munich II en juillet 2009 et a signé son premier contrat professionnel avec le SpVgg Greuther Fürth[réf. nécessaire]. Après un an dans l'équipe réserve de Greuther Fürth, il a signé un contrat pour le VfR Aalen le 9 juin 2010[réf. nécessaire], mais a été libéré par le club six mois plus tard[réf. nécessaire]. Il a joué une demi-saison pour le SV Wehen Wiesbaden II avant de rejoindre le SV Waldhof Mannheim en juillet 2011. Un an plus tard, il a signé au FC Homburg.
Kakoko a rejoint l'Union Titus Pétange avant la saison 2019-2020 pour un contrat de trois ans.
Il a pris sa retraite à la fin de la saison 2020-21.

## Carrière internationale
Kakoko était membre de l'équipe allemande des moins de 17 ans lors de la Coupe du monde des moins de 17 ans de la FIFA 2007 en Corée du Sud.

## Vie personnelle
Le père de Kakoko, Etepe Kakoko, était également footballeur, représentant le Zaïre (nom donné à la RD Congo à l'époque) lors de la Coupe du monde de football 1974. Il a également joué pour le VfB Stuttgart, puis pour le FC Sarrebruck, que Yannick a représenté dans sa jeunesse.

## Honneurs
Arka Gdynia
- Polish Cup: 2016–17
- Polish SuperCup: 2017